# Stedelijk Beiaardmuseum
Het Stedelijk Beiaardmuseum is een museum in de toren van de Sint-Quintinuskathedraal in de Belgische stad Hasselt.
In dit museum wordt de geschiedenis van de toren toegelicht, terwijl ook een aantal zaken te zien zijn die te maken hebben met torenuurwerken, klokken en beiaarden.
Zo is er een 18e-eeuws beiaardklavier, en een torenuurwerk uit 1911 dat gekoppeld is aan een klok uit 1899. Uitgelegd worden zaken als het gieten van klokken en dergelijke.
Men ziet de beiaard, waarvan de klokken in totaal 7769 kg wegen, en de grote luidklok met een gewicht van 3175 kg. Vanaf de klokkengalerij heeft men uitzicht over de stad.